# Galaxy Fraulein Yuna (videojuego)
Galaxy Fraulein Yuna (銀河お嬢様伝説ユナ Ginga Ojōsama Densetsu Yuna?, La leyenda de la dama galáctica Yuna) es un videojuego de aventura que fue lanzada por PC Engine CD en 23 de octubre de 1992 en Japón, desarrollado por Red Entertainment y publicado por Hudson Soft, después el Sega Saturn en 27 de diciembre de 1996 y el Recopilatorio Ginga Ojousama Densetsu Collection para PlayStation Portable en 2008. Es el primer juego de la serie Galaxy Fraulein Yuna durante el anime, radio drama y mechas.